# Будяк гачкуватий
Будяк гачкуватий (Carduus uncinatus) — вид рослин з родини айстрових (Asteraceae), поширений у південно-східній і східній Європі, в західній Азії.

## Опис
Дворічна трав'яниста рослина 30–75 см заввишки. Стебла і листки досить густо павутинисті. Листки глибоко-виїмчасто-роздільні, з яйцеподібними або трикутно-яйцеподібні частками, що закінчуються твердої і досить довгою колючкою, по краю, як і стеблові крила, колюче-війчасті. Квітки темно-рожеві, оранжувато-рожеві, рідше рожево-фіолетові. Сім'янки до 2–2.5 мм завдовжки, сіро-оливкові, з чубком з білих волосків.

## Поширення
Поширений у південно-східній і східній Європі, в західній Азії.
В Україні вид зростає на степах і відкритих місцях — у Степу, частіше на Лівобережжі та в усьому Криму, крім верхнього лісового поясу; бур'ян, декоративна рослина.